# 京都府立京都すばる高等学校
京都府立京都すばる高等学校（きょうとふりつ きょうとすばるこうとうがっこう、英語表記：Kyoto Prefectural Subaru High School）は、京都府京都市伏見区向島西定請にある公立高等学校。

## 概要
伏見区内4番目の府立高校として、1985年に京都府立商業高等学校として設立された。一般的な呼称は「府立商業」や「府商」。当時は商業高校として設置されたが、2003年に学科改編をおこない、商業系学科と情報系学科を併設する専門高校となった。それに伴って校名を現在のものに変更している。高校の略称は「すばる」や「京都すばる」。
京都府内の高等学校で唯一、内国家資格の基本情報技術者試験（FE）の午前科目免除制度の認定校に選ばれている。また、一年次におけるITパスポート（国家資格）の取得を目指しており、年々合格者は増加をしている。

## 沿革
- 1985年 - 京都府立商業高等学校（きょうとふりつ しょうぎょうこうとうがっこう）として設立。
- 1987年 - 第一回販売学習府商デパート実施。
- 2001年 - 制服変更。
- 2003年 - 学科改編により商業系に加えて情報系の学科「情報科学科」が新設され、校名変更。現校名となる。これにより京都府は全国の都道府県では初めて公立高校から商業高等学校が消滅した。
- 2009年 - さらに商業系の学科「ビジネス探求科」が新設される。
- 2015年 - 設立30周年。制服変更。
- 2019年 - 学科改編により商業系の学科「起業創造科」が新設される
- 2021年 - 3月の16期生の卒業をもって、「会計科」「ビジネス探求科」が閉科となる。

## 学科
- 起業創造科（商業に関する専門学科）
- 企画科（商業に関する専門学科）
- 情報科学科（情報に関する専門学科）

　起業創造科と企画科は、商業学科群としての括り募集となり、入学後にどちらの科に入るかを選択する。

## 部活動

### 体育系
- 陸上競技（男女）
- バドミントン（女子）
- 女子バスケットボール
- サッカー（男子）
- 硬式野球（男子）
- ソフトボール（女子）
- 硬式テニス（男女）
- ハンドボール（男女）
- 男子バレーボール
- 女子バレーボール
- 卓球（男女）
- ホッケー（男女）
- バトントワリング（女子）

### 文化系
- 簿記
- 茶華道
- ワープロ
- 情報処理
- 情報デザイン
- 吹奏楽
- 放送
- ESS
- 生徒実行

## 特色
情報科学科は、日本IT人材育成プロジェクトに参加している。

### 部活動実績
- 情報処理部、簿記部、ワープロ部などを含む8部活が全国大会へ進出。
- 運動部2部活が近畿大会へ出場。

上記は過去3年間の実績(令和6年度)
- 硬式野球部は、2007年（平成19年）第89回全国高校野球選手権京都大会において左腕エース中村憲を擁して、準優勝。2014年（平成26年）第96回全国高校野球選手権京都大会でもノーシードから勝ち上がり、2回目の準優勝を果たす。

### 目指す資格
簿記検定、情報処理検定、全商英語検定、情報技術者試験など多数の資格の取得を目指している。

### デパート（販売学習）
1987年に第一回府商デパートを開催して以来毎年行われている。2003年にFUSHOデパートに改称、2005年からは「piaすばるデパート」に改称、現在は京都すばるデパートとして実施されている。これは多数の企業と協力し、生徒自身が企画・仕入れ・店舗設営・商品管理・接客などを行う販売学習である。
例年、食品や衣料・雑貨などの店舗のほか、企画科の生徒による開発商品の店舗などが出店される。グラウンドを駐車場として開放するなどし、学校外からも多数の来場者が訪れる。
1991年には、時事通信社教育奨励賞優秀賞と文部大臣奨励賞を受賞した。
この行事が実施されるため、一般の高等学校で実施されるような文化祭は実施されない。

## 交通
- 最寄駅近鉄京都線「向島駅」から徒歩10分
- 高速道路の最寄りICは、巨椋池ICである。

## 進学状況
就職
求人倍率は約20倍、就職内定率は100％である。過去三年間で50-60名の生徒（R3-R5）が卒業後に就職している。
進学
総合型選抜、専門学科推薦を活かした大学進学をすることができる。専門学校以外にも、四年制大学合格者が多数おり、進路の幅は広い。

## 著名な出身者
- 中村憲 - 広島東洋カープ（外野手）
- 中村香澄 - 女子プロ野球選手（投手)
- 岩橋慶侍 - 東京ヤクルトスワローズ（投手）
- 松田明子 - サックス奏者、キーボード奏者、歌手
- 原田紀香 - 2022年北京パラリンピック アルペンスキー （大回転・回転)